# Eugene Delmar
Eugene Delmar (Nueva York, 12 de septiembre de 1841 – Nueva York, 22 de febrero de 1909) fue un campeón estadounidense de ajedrez.
Ganó el campeonato del Club de Ajedrez de Brooklyn 1874. En 1879 derrotó a Sam Loyd en Nueva York (+5 -1 =2). En 1885, ganó el campeonato del Club de Ajedrez de Manhattan, triunfo que repitió al año siguiente. 
En 1888, derrotó a Samuel Lipschutz en un match jugado en Nueva York (+5 -3 =0). En los años 1890, 1891, 1895 y 1897 ganó el campeonato de la Asociación de Ajedrez del Estado de Nueva York. 
Ya sexagenario, obtuvo el último lugar en Cambridge Springs 1904 (+3 -9 =3), aunque se dio el lujo de empatar o incluso vencer a grandes jugadores como Carl Schlechter y Jacques Mieses.
Poco después fue derrotado por el entonces adolescente José Raúl Capablanca, debutante en el terreno internacional. 
Durante más de cincuenta años fue uno de los líderes en los rankings ajedrecísticos estadounidenses.